# Tomislav Pačovski
Tomislav Pačovski (macédonien : Томе Пачовски) est un footballeur international macédonien né le 28 juin 1982 à Bitola, en RFS de Yougoslavie, aujourd'hui Macédoine du Nord. Il joue au poste de gardien de but.

## Palmarès
- Avec le Pelister Bitola :
  - Vainqueur de la Coupe de Macédoine en 2001.

- Avec le Rabotnički Skopje :
  - Champion de Macédoine en 2006 et 2008.
  - Vainqueur de la Coupe de Macédoine en 2008.

- Avec le FK Vardar Skopje
  - Champion de Macédoine 2015 et 2016

## Statistiques

### En sélection nationale
| Sélection   | Année | Matchs | Buts |
| ----------- | ----- | ------ | ---- |
| Macédoine A | 2006  | 1      | 0    |
| Macédoine A | 2007  | 2      | 0    |
| Macédoine A | 2008  | 4      | 0    |
| Macédoine A | 2009  | 8      | 0    |
| Macédoine A | 2010  | 4      | 0    |
| Macédoine A | 2011  | 2      | 0    |
| Total       | Total | 21     | 0    |